# Vechur
Vechur est une race bovine indienne. Elle appartient à la sous-espèce zébuine de Bos taurus. Elle peut aussi porter le nom de dwarf. 

## Origine
Elle est originaire du district de Kottayam, dans l'état du Kerala. Elle doit son nom au village de Vechoor.

## Morphologie

Vache vechur et son veau.

C'est une des plus petites races bovines au monde ; le 23 novembre 2014, Manikyam est reconnue par le Livre Guinness des records, plus petite vache du monde, avec 61,5 cm au garrot. 
La vache mesure en moyenne, 89 cm pour 132 kg et le taureau 98 cm pour 180 kg. Elle porte une robe brune, du presque noir au fauve clair. La tête est fine avec un front plat portant de courtes cornes. 

## Aptitudes
C'est une race qui produit un peu de lait, 550 kg sur 240 jours de lactation.
Elle est trop petite pour être utilisée intensivement pour sa force de travail.

## Sources

### Note
1. ↑  La production laitière est généralement exprimée en kilogramme plutôt qu'en litre dans la littérature spécialisée.